# Klein Zecher
Klein Zecher ist eine Gemeinde im Kreis Herzogtum Lauenburg in Schleswig-Holstein. Collinghof, Hakendorf, Hinterkoppel und Marienstedt liegen im Gemeindegebiet.

## Geschichte

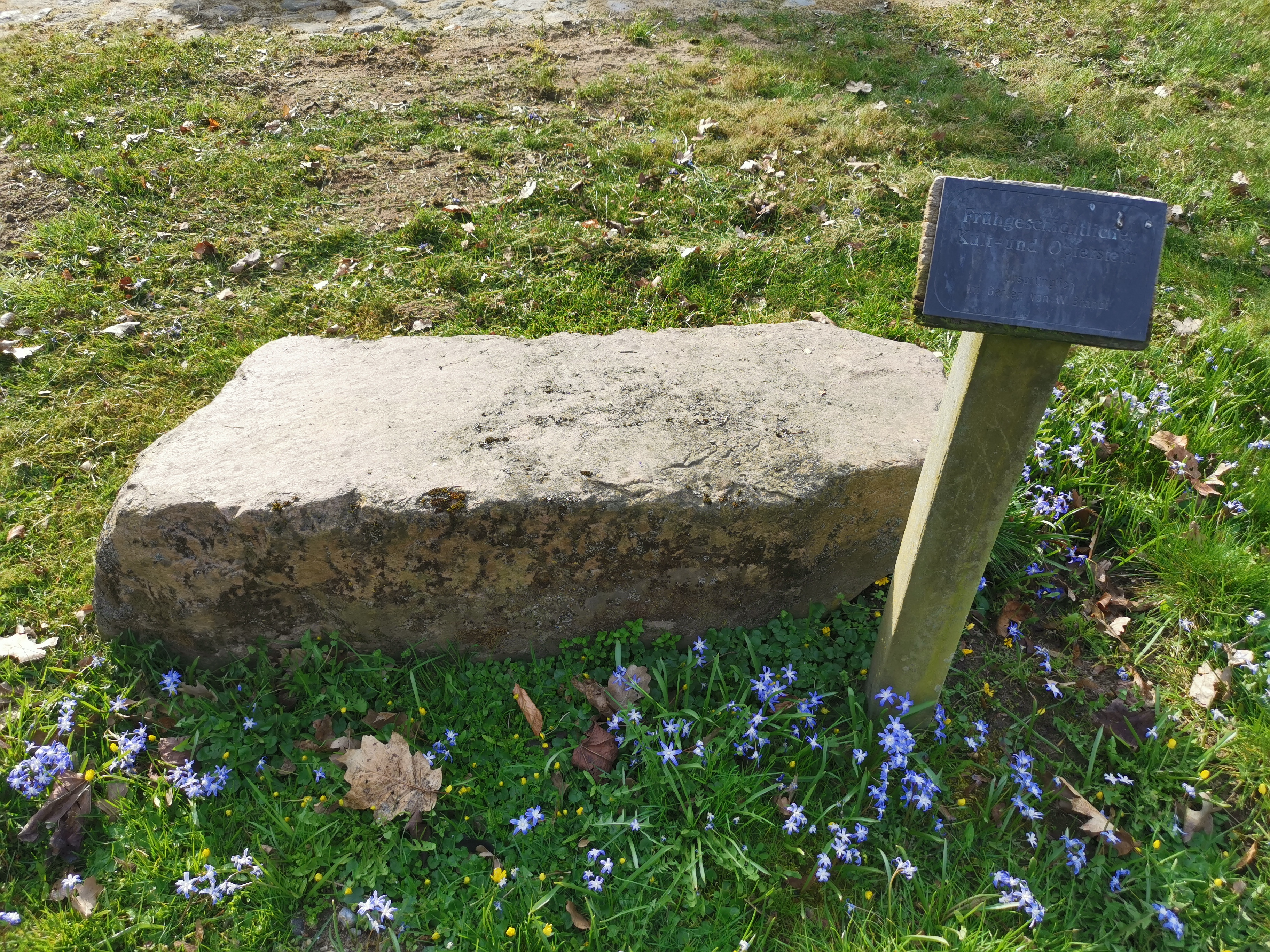
Opferstein Klein Zecher

Das Dorf wurde im Ratzeburger Zehntregister von 1230 zum ersten Mal urkundlich erwähnt. Im Mittelalter gab es hier eine bedeutende Marienwallfahrt. Im Jahre 1952 erlangte der 1939 nach Seedorf eingemeindete Ort seine Selbstständigkeit wieder; Hakendorf, das vor 1928 zum Gutsbezirk Seedorf gehörte, kam 1952 zu Klein Zecher. 1996 wurde Klein Zecher als „Schönstes Dorf“ im Kreis Herzogtum Lauenburg ausgezeichnet.
Von 1971 bis 2006 gehörte die Gemeinde zum Amt Gudow-Sterley. Seit der Auflösung dieses Amtes zum 1. Januar 2007 gehört Klein Zecher zum Amt Lauenburgische Seen.

## Politik

### Gemeindevertretung
Bei der Kommunalwahl 2023 errang die Wählergemeinschaft Klein Zecher erneut alle neun Sitze in der Gemeindevertretung. Die Wahlbeteiligung betrug 62,6 Prozent.

### Bürgermeister
Bürgermeister ist Conrad Torkler.

## Verkehr
Der Haltepunkt Klein Zecher lag an der mittlerweile stillgelegten Bahnstrecke Hagenow Land–Bad Oldesloe. 